# ايدي فرستريتن
ايدي فرستريتن (بالفرنسية: Eddy Verstraeten)‏ مواليد 15 سبتمبر 1948 في لوفان - الوفاة 7 ديسمبر 2005 في بلجيكا، كان دراج بلجيكي في صنف سباق الدراجات على الطريق.

## سجل النتائج

### سباقات أو مراحل فاز بها
- طواف فرنسا

## وصلات خارجية
- الموقع الرسمي

## روابط خارجية
- ايدي فرستريتن على موقع أرشيف الدراجات (الإنجليزية)
- ايدي فرستريتن على موقع إحصائيات الدراجات الإحترافية (الإنجليزية)